# 道の駅あおがき
道の駅あおがき（みちのえき あおがき）は、兵庫県丹波市青垣町西芦田にある、県道7号青垣柏原線（丹波の森街道）の道の駅。
北近畿豊岡自動車道「青垣IC」からすぐ (200m) の立地にある。 また、国指定の無形文化財である”丹波布”の歴史と技術を伝える「丹波布伝承館」が併設されている。

## 概要
丹波市内に”2箇所”ある道の駅の一つで、兵庫県内の丹波方面から但馬方面へ向かう境界に位置する。
木造建築が特徴的な駅舎では、地元の特産品や土産物・新鮮野菜などを販売しており、レストランも営業している。
屋外には、芝生広場（椅子・遊具の設置）があり、北近畿豊岡自動車道を経由する”高速バス”の立ち寄り休憩所としても利用されている。
レストランでは、開業当初から”打ちたて湯がきたて”をモットーにした「手打ち蕎麦」が人気メニューで、当駅の名物となっている。
また、同じ敷地内には、”丹波布”(国指定無形文化財、および兵庫県伝統工芸品) の歴史と技術を伝える「丹波布伝承館」が併設されており、館内では”織物や関連グッズ”などを購入することができる。
周辺では、加古川最上流域である河川など、里山の自然環境が豊かであり、早春の「セツブンソウ」に始まり、「カタクリの群生地(丹波市氷上町)」や加古川沿い”15km”にわたっての桜が楽しめる他、秋には県内有数の紅葉スポットになっている「高源寺の天目カエデ」を始めとした、市内社寺の”もみじめぐり”などで賑わう道の駅となっている。

## 施設
- 駐車場 46台
  - 大型車  8台
  - 普通車 35台
  - 身障者用 3台
- 電気自動車充電ステーション
- トイレ
  - 男性 7器
  - 女性 6器
  - 身障者用 2器
- 公衆電話（1台）
- 農産物直売所 9:00 - 16:00
- レストラン・物産販売所 10:30 - 16:00
  - 定休日：毎週火曜日（祝日の場合は翌日）
- 丹波布伝承館[9]

### 設置・管理者
- 丹波市
- 指定管理者　株式会社おいでな青垣 法人番号：5140005008029 (令和2年に農事組合法人から組織変更)

### 再整備計画
2023年4月 - 丹波市が「道の駅あおがき 再整備計画策定業務」の提案事業者を募集している。

## アクセス
- 兵庫県道7号青垣柏原線（丹波の森街道）- 登録路線
- 北近畿豊岡自動車道（国道483号）青垣IC

## 周辺

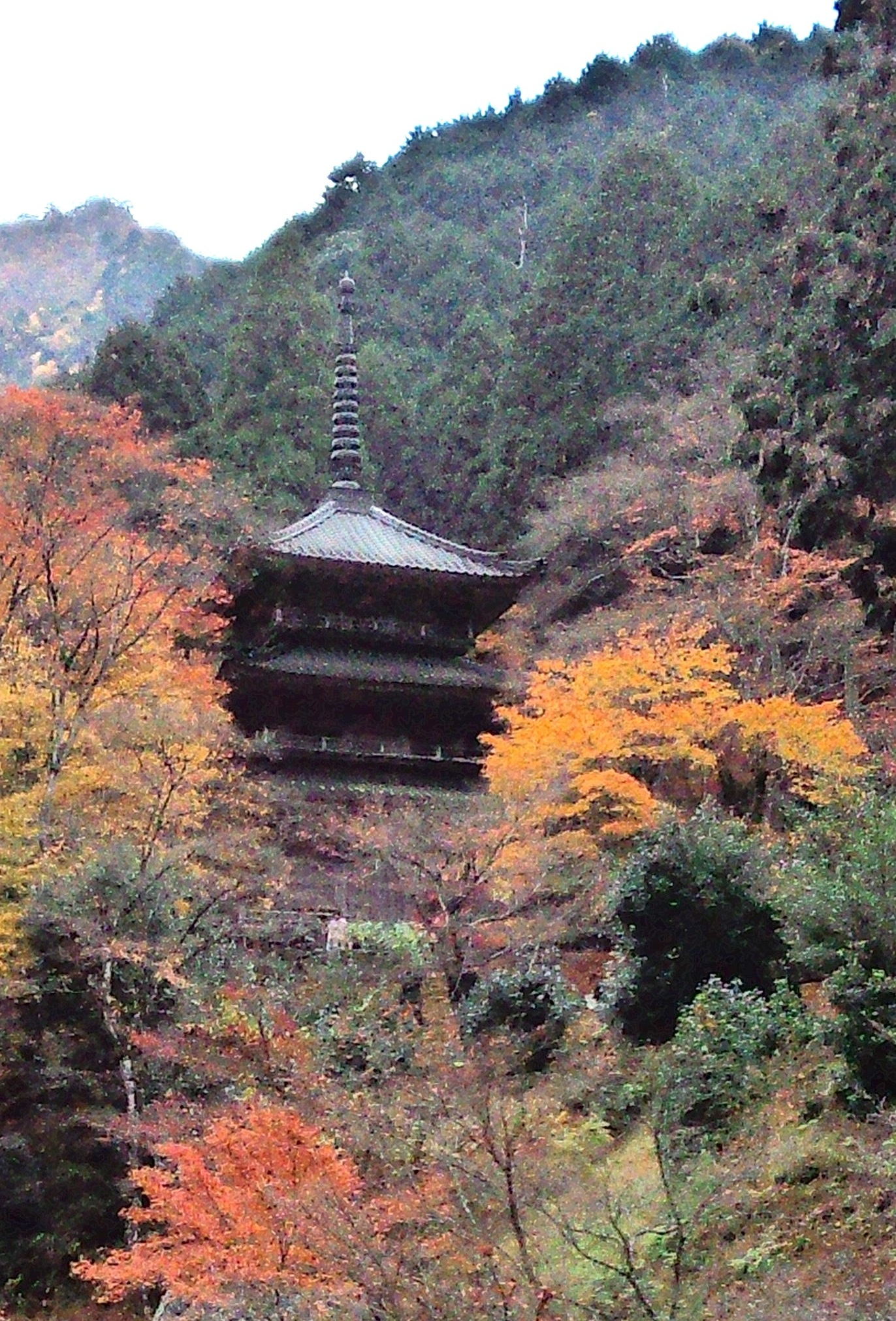
高源寺

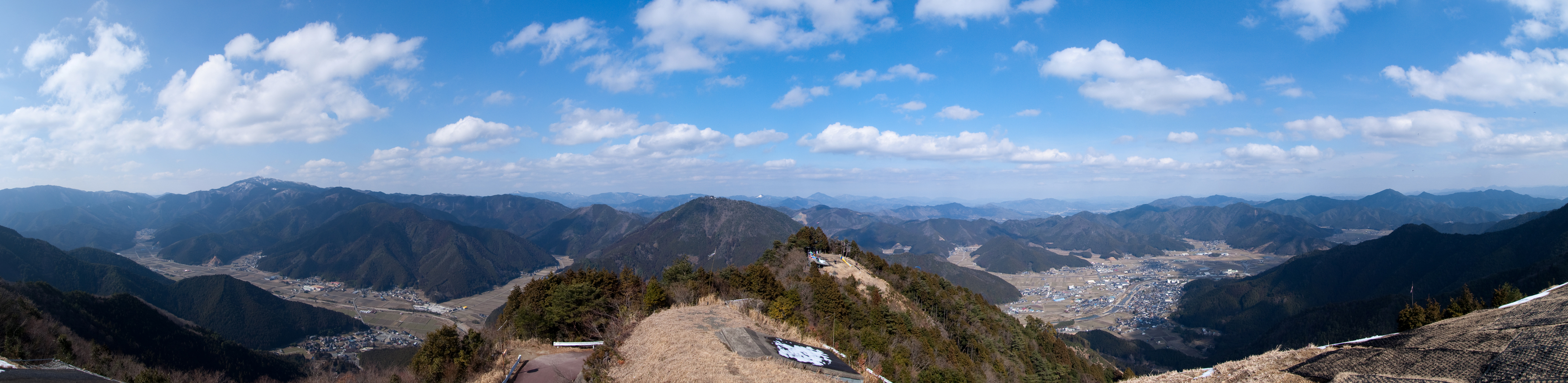
青垣町：岩屋山のハングライダーポイントから北方向を撮影

- 高源寺
- 円通寺
- 丹波市立青垣小学校
- 丹波市立青垣中学校
- 兵庫県立氷上西高等学校
- 丹波市役所青垣支所
- 加古川（佐治川）、遠阪川
- 丹波市立青垣パラグライダー練習場
- 丹波市立青垣総合運動公園グリーンベル青垣
- 青垣いきものふれあいの里
- 兵庫県森林動物研究センター

## ギャラリー

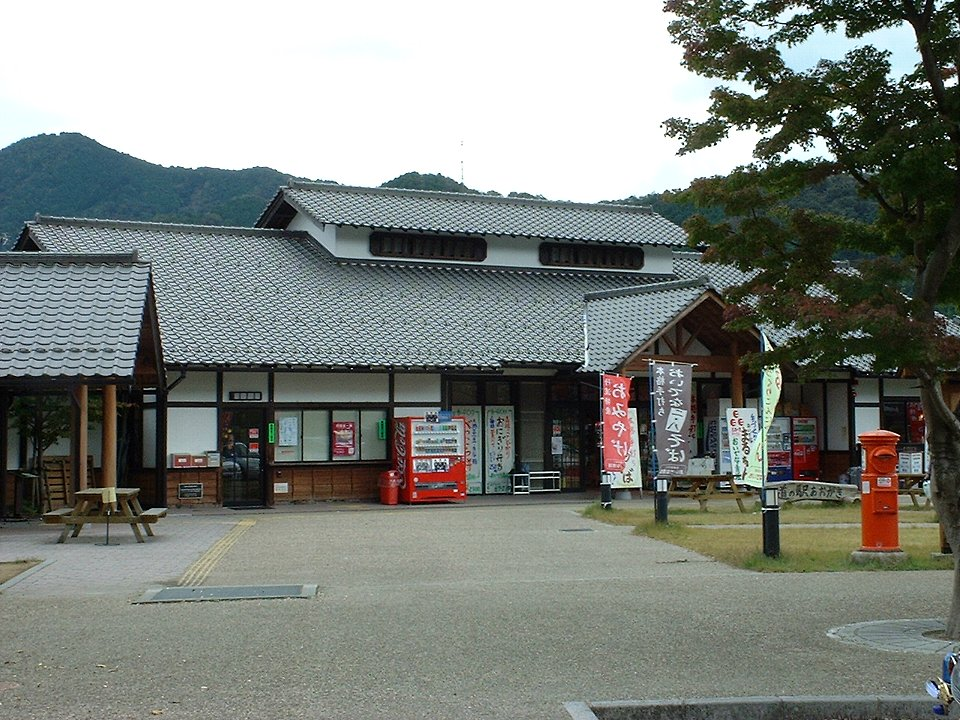
道の駅あおがき 2003年10月
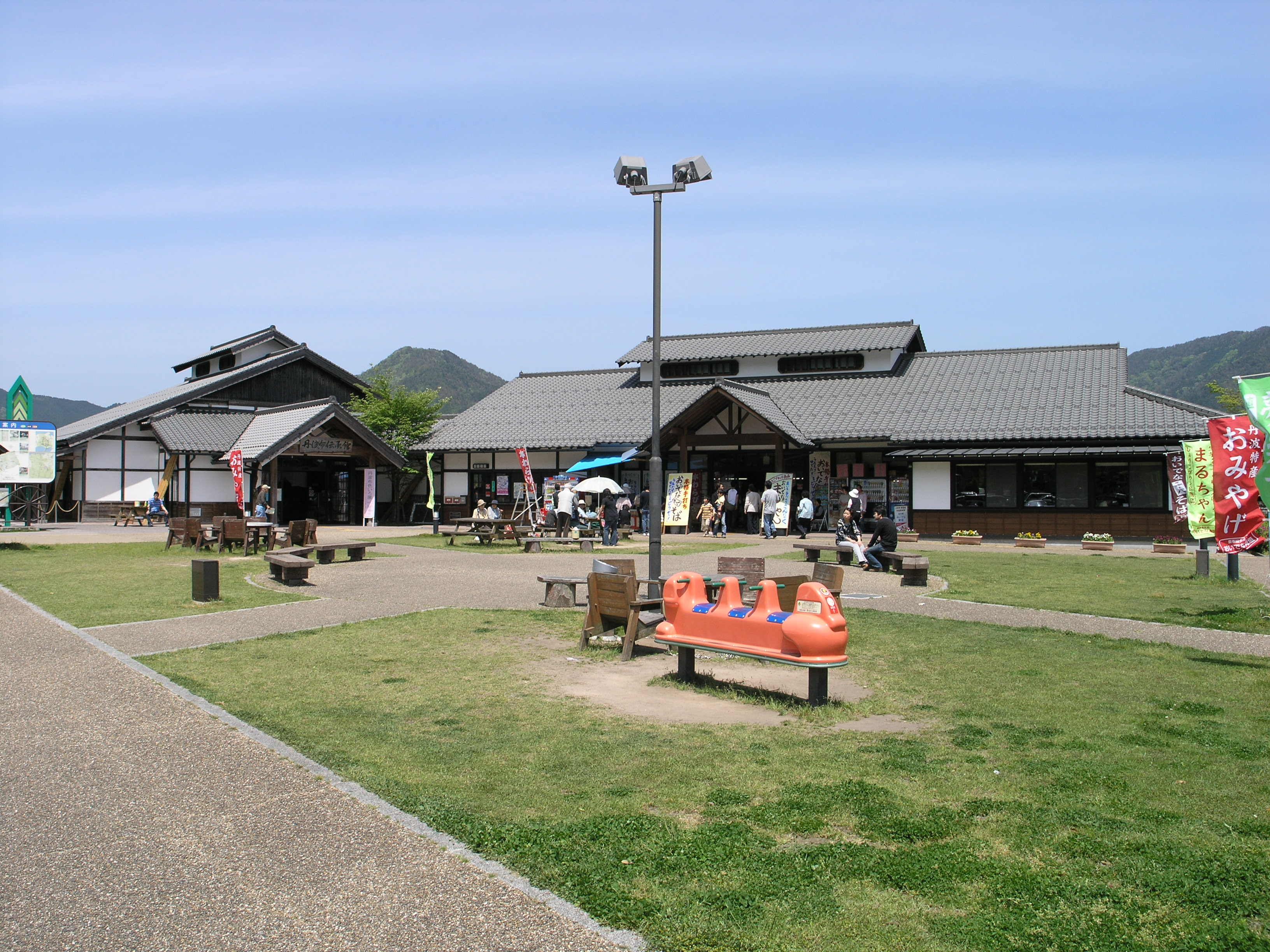
道の駅あおがき 2008年5月
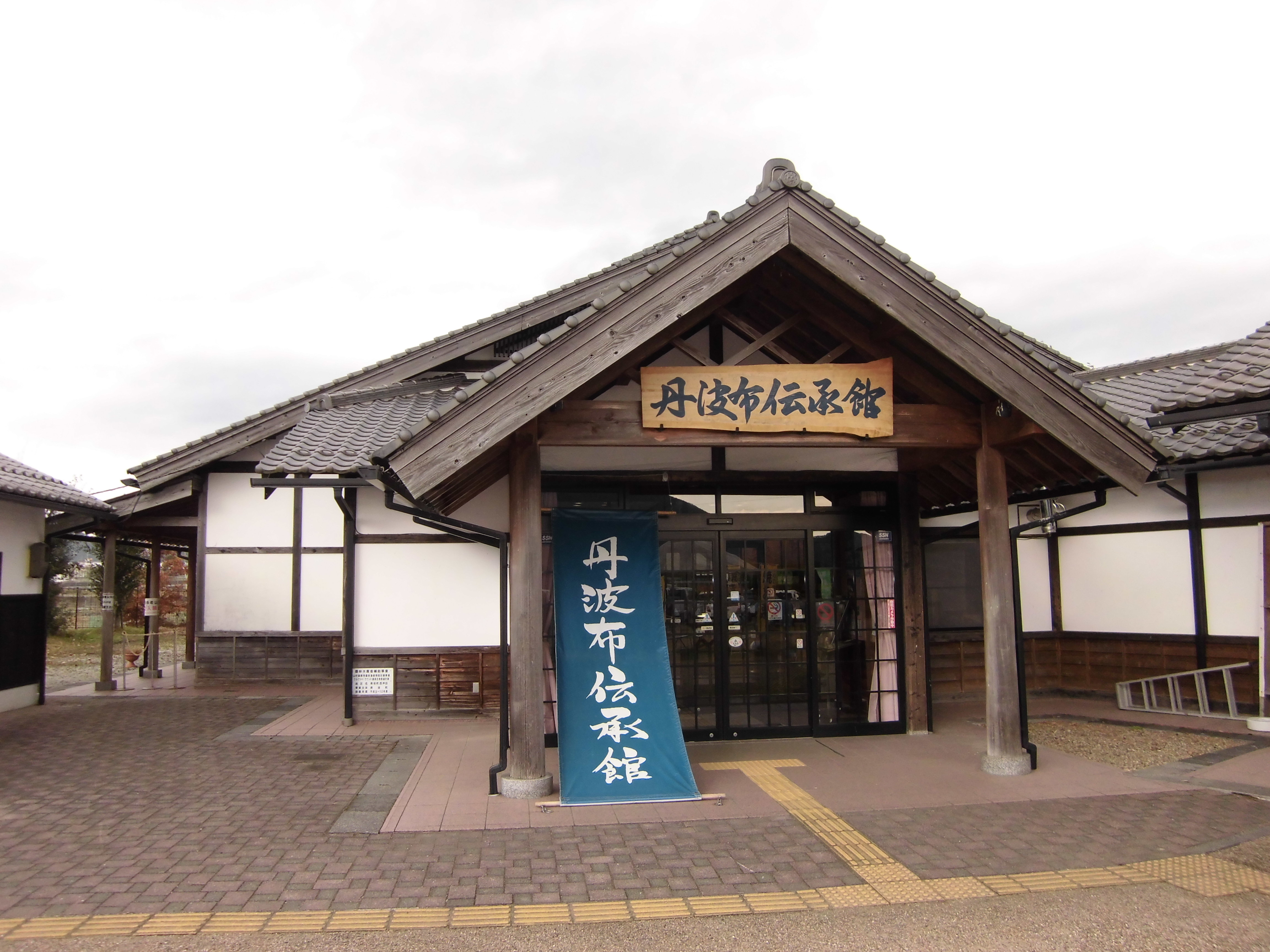
丹波布伝承館 2019年12月